# Ľubomír Ujváry
Ľubomír Ujváry (24. září 1948 Bratislava – 10. května 2025 Skalica) byl československý hokejový obránce, který nejlepší léta své hokejové kariéry odehrál za bratislavský Slovan. Reprezentoval Československo na jednom mistrovství světa.